# التهاب الغضروف
التهاب الغضروف (بالإنجليزية: Chondritis)‏ هو التهاب يصيب النسيج الغضروفي، وله أنواع عديدة منها التهاب العظم والغضروف (بالإنجليزية: osteochondritis)‏ والتهاب غضروف الضلع (بالإنجليزية: costochondritis)‏ وقد يشعر مريض التهاب غضروف الضلع بما يشبه ألم الأزمة القلبية، ولكن ألم التهاب غضروف الضلع هو ألم حميد، ومعظم حالاته تتحسن تلقائياً.
قد يلتهب سمحاق غضروف صوان الأذن وحده أو بصحبة الغضروف نتيجة إصابة للأذن أو نتيجة التهاب الأذن الخارجية. ويحتل مكروب الزائفة (السودوموناس) صدارة الجراثيم التي تتسبب في مثل هذه الحالة.